# 네피도

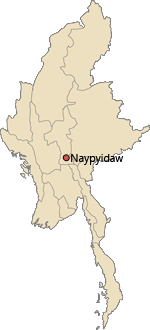
네피도의 위치

네피도(버마어: နေပြည်တော် 네삐도, 영어: Naypyidaw 또는 Nay Pyi Taw, 문화어: 네이삐도)는 미얀마의 수도다. 2005년 11월 6일 미얀마의 행정 수도로 이전되었다. 핀마나에서 서쪽으로 3.2km, 옛 수도이자 현 최대도시인 양곤에서 북쪽으로 320km 떨어진 곳에 있다. 2012년 현재 인구는 1,164,299명으로, 양곤에 이어 미얀마에서 2번째로 큰 도시로 발전되었다.

## 어원
네피도는 미얀마어로 "왕국의 도읍지(수도)" 또는 "왕이 사는 곳"을 의미한다. 전통적으로 이 단어는 만달레와 같은 수도를 지칭하는데 사용되었다.

## 역사
네피도는 짧은 역사를 가지고 있다. 2002년에 건설을 시작하였고, 미얀마 군부는 2005년 11월 6일에 양곤에서 네피도로 천도했다. 2006년 3월 27일에 미얀마 군대 기념일에 맞춰 12,000명이 넘는 군인들이 새로운 수도에서 행진을 하였다.

## 지리
여카잉산맥과 샨고원 사이에 있다. 2018년 통계에 따르면 도시의 면적은 7,054.37km2이고 인구는 1,158,369명이다.

## 기후
| 네삐도(2013년)의 기후    | 네삐도(2013년)의 기후 | 네삐도(2013년)의 기후 | 네삐도(2013년)의 기후 | 네삐도(2013년)의 기후 | 네삐도(2013년)의 기후 | 네삐도(2013년)의 기후 | 네삐도(2013년)의 기후 | 네삐도(2013년)의 기후 | 네삐도(2013년)의 기후 | 네삐도(2013년)의 기후 | 네삐도(2013년)의 기후 | 네삐도(2013년)의 기후 | 네삐도(2013년)의 기후 |
| 월                       | 1월                   | 2월                   | 3월                   | 4월                   | 5월                   | 6월                   | 7월                   | 8월                   | 9월                   | 10월                  | 11월                  | 12월                  | 연간                  |
| ------------------------ | --------------------- | --------------------- | --------------------- | --------------------- | --------------------- | --------------------- | --------------------- | --------------------- | --------------------- | --------------------- | --------------------- | --------------------- | --------------------- |
| 일평균 최고 기온 °C (°F) | 30 (86)               | 34 (93)               | 36 (97)               | 38 (100)              | 35 (95)               | 32 (90)               | 31 (88)               | 30 (86)               | 32 (90)               | 32 (90)               | 31 (88)               | 29 (84)               | 32.5 (90.5)           |
| 일평균 최저 기온 °C (°F) | 14 (57)               | 16 (61)               | 20 (68)               | 24 (75)               | 25 (77)               | 24 (75)               | 24 (75)               | 24 (75)               | 24 (75)               | 23 (73)               | 20 (68)               | 16 (61)               | 21.2 (70.2)           |
| 평균 강수량 mm (인치)    | 5 (0.2)               | 2 (0.1)               | 9 (0.4)               | 33 (1.3)              | 154 (6.1)             | 160 (6.3)             | 198 (7.8)             | 229 (9.0)             | 186 (7.3)             | 131 (5.2)             | 37 (1.5)              | 7 (0.3)               | 1,151 (45.5)          |
| 평균 강수일수            | 1                     | 0                     | 1                     | 3                     | 14                    | 21                    | 23                    | 24                    | 19                    | 12                    | 4                     | 1                     | 123                   |
| 출처: Weather2Travel.com |                       |                       |                       |                       |                       |                       |                       |                       |                       |                       |                       |                       |                       |

## 교통

### 도로
양곤과 만달레를 잇는 고속도로가 네삐도를 통과한다.

### 철도
주변의 역으로 양곤과 만달레를 잇는 철도역인 핀마나역이 있다. 새로운 수도의 철도 교통을 편리하게 하기 위해 핀마나와 네피도를 잇는 철도가 계획중이다.

### 공항
도심에서 남동쪽으로 16km 떨어진 곳에 네삐도 국제공항이 있다.